# مارك رينشو
مارك رينشو (بالإنجليزية: Mark Renshaw) ولد بتاريخ 22 أكتوبر 1982 في نيوساوث ويلز، أستراليا، هو دراج أسترالي في صنف سباق الدراجات على الطريق.

## الميداليات
| الميدالية | المسابقة                               |
| --------- | -------------------------------------- |
| ذهبية     | بطولة العالم للدراجات على المضمار 2002 |
| ذهبية     | بطولة العالم للدراجات على المضمار 2004 |

## روابط خارجية
- مارك رينشو على موقع الاتحاد الدولي للدراجات (الإنجليزية)
- مارك رينشو على موقع أرشيف الدراجات (الإنجليزية)
- مارك رينشو على موقع إحصائيات الدراجات الإحترافية (الإنجليزية)
- مارك رينشو على موقع نسبة الدراجات (الإنجليزية)
- مارك رينشو على موقع CycleBase (الإنجليزية)
- مارك رينشو على موقع أوليمبيديا (الإنجليزية)
- مارك رينشو على موقع اللجنة الأولمبية الأسترالية (الإنجليزية)
- مارك رينشو على موقع اتحاد ألعاب الكومنولث (مؤرشف) (الإنجليزية)
- مارك رينشو على موقع اتحاد ألعاب الكومنولث (مؤرشف) (الإنجليزية)